# Любомир Цакев
Любомир Цветанов Цакев е български художник, член на СБХ (1972).

## Биография
Роден е в гр. Елхово. Умира на 17 февруари 2012 година в гр. Хасково. Завършва гимназиално образование в Кюстендил. Завършва ВИИ „Н.Павлович", (1968) София, специалност сценография. Специализира в Прага в Кукления институт куклена сценография. Постъпва на работа в Старозагорския куклен театър, на който става и директор (1982 – 1996). Носител на награди за сценография: на II (1972) и III (1979) национален преглед на българските куклени театри, на II международен фестивал (Варна, 1980), на СБХ (1979) и националната награда (1980) на Съюза на артистите. Седем пъти получава наградата Стара Загора. Гостува като художник-постановчик в Ленинград, Прага и Краков. След прекаран инсулт получава парализа на дясната ръка и започва да рисува с лявата. Има четири самостоятелни изложби в Стара Загора. Носител е на орден „Кирил и Методий" II ст.